# Philadelphia Tribune
The Philadelphia Tribune est un journal américain publié à Philadelphie en Pennsylvanie. Fondé par Christopher J. Perry en 1884, il est le plus ancien journal du pays destiné au public noir et publié de manière ininterrompue.

## Histoire
Christopher James Perry naît en 1854 à Baltimore dans le Maryland. Il s'installe à Philadelphie en 1873 et travaille pour le journal Philadelphia Sunday Mercury. Il devient rédacteur en chef de la rubrique destinée aux Afro-Américains (Colored Department) jusqu'à la disparition du Sunday Mercury en 1884. Perry fonde le Philadelphia Tribune, dont le premier numéro paraît en novembre de la même année, afin d'informer la communauté noire de la ville,. Celle-ci compte environ 100 000 personnes, en grande majorité illettrées. L'afflux d'arrivants en provenance des États du sud profite au Tribune et à ses concurrents, le Philadelphia Sentinel, édité jusqu'en 1896, puis le Philadelphia Standard-Echo et le Philadelphia Negro fondés durant les années 1890. La ligne éditoriale du Philadelphia Tribune est conservatrice, il devient le journal des classes moyennes noires. En 1913, il est diffusé à 20 000 exemplaires. Sa rentabilité permet à Christopher J. Perry de diversifier ses activités en investissant dans l'immobilier. Il meurt en 1921. Eugene Washington Rhodes lui succède au poste de rédacteur en chef. Il acquiert de nouvelles presses, ainsi qu'un immeuble de la 16e rue afin d'y installer le siège du journal. Il devient directeur général (general manager) en 1926. Sous sa direction, le journal connaît une période de croissance. Il fait campagne pour améliorer la représentation des noirs dans la vie politique locale. 
La publication du journal devient bihebdomadaire en 1947, puis trihebdomadaire en 1978. Au début des années 1970, la diffusion du Philadelphia Tribune s'élève à 50 000 exemplaires payés. En 1994, l'édition grand format (broadsheet), diffusée le mardi et le vendredi, se vend aux alentours de 10 000 exemplaires selon l'Office de justification des tirages (Audit Bureau of Circulation). L'édition au format tabloïd, diffusée gratuitement le jeudi dans le comté de Delaware, est tirée à 98 000 exemplaires. Robert W. Bogle devient l'éditeur (publisher) du journal en 1989. Le Tribune, qui fête son centenaire en novembre 1994, est selon le Philadelphia Inquirer le plus ancien journal du pays destiné au public noir et publié de manière ininterrompue (the Tribune endures as the oldest continuously published black newspaper in the United States).